# Akademik Mstislaw Keldysch
Die Akademik Mstislaw Keldysch (russisch Академик Мстислав Келдыш) ist ein russisches Forschungsschiff, das nach dem sowjetischen Mathematiker und Akademiemitglied Mstislaw Wsewolodowitsch Keldysch benannt ist.
Das Schiff wurde von 1979 bis 1981 unter der Baunummer 224 auf der finnischen Hollming-Werft in Rauma gebaut. An Bord sind zwei Forschungs-U-Boote vom Typ Mir stationiert, die für Untersuchungen in der Tiefsee eingesetzt werden. Üblicherweise sind bei Forschungsfahrten 90 Personen an Bord: 45 Seeleute, etwa 20 Piloten für die U-Boote, Techniker und Ingenieure, 10 bis 12 Wissenschaftler und bis zu 12 Passagiere. An Bord befinden sich 17 Labore und eine Bibliothek mit Literatur über Unterwasser-Geologie, Ozeanographie und Tiefsee-Entdeckungsreisen. Die Quartiere, durchschnittlich für jeweils eine Person, sind etwa 20 m2 groß und mit Toilette und Bad ausgestattet. Schiffseigner ist die Russische Akademie der Wissenschaften. Von Oktober 2009 bis August 2010 erfuhr das Schiff eine Generalüberholung in der Lloyd-Werft in Bremerhaven.
Im Mai 1989 wurde das Forschungsschiff zur Unfallstelle des gesunkenen sowjetischen Atom-U-Bootes Komsomolez beordert. Bei Tauchfahrten wurden zahlreiche Risse auf der gesamten Länge der aus Titan bestehenden Druckhülle des U-Boots gefunden. Zwei weitere Fahrten zu dem Wrack erfolgten in den Jahren 1994 und 1996. Dabei wurden Risse versiegelt, um ein Austreten von radioaktivem Material aus dem Reaktor oder den beiden nuklear bestückten Torpedos zu verhindern.
Bekannt wurde die Akademik Mstislaw Keldysch vor allem durch die Tauchexpeditionen zu den Wracks der Titanic und der Bismarck. Der Filmemacher James Cameron charterte das Schiff für zwei Expeditionen zu diesen beiden Wracks. Die Bilder von der Titanic-Expedition aus dem Jahr 1996 wurden in dem Film Titanic verwendet. Die Expedition zum Wrack der Bismarck erfolgte im Jahr 2002.